# آل كابوني
آلفونس غابرييل كابوني، تختصر بـ«آل كابوني» (بالإيطالية: Alphonse Gabriel "Al" Capone)‏، (17 يناير 1899 - 25 يناير 1947) ويعرف أحياناً باسم سكارفيس. وهو رجل أعمال وعضو في عصابة أميركية، وقد كان ذو سمعة سيئة في زمن حظر الكحوليات في الولايات المتحدة بصفته المؤسس المشارك ورئيس مافيا شيكاغو. انتهت قيادته للجريمة التي تبلغ سبع سنوات عندما كان في سن 33.
ولد آل كابوني في مدينة نيويورك، من أصول إيطالية مهاجرة. كان أحد أعضاء عصابة الخمس نقاط وأصبح حارساً لأماكن الجريمة المنظمة مثل بيوت الدعارة. وفي بداية عشرينيات عمره انتقل إلى شيكاغو وأصبح حارساً شخصياً وصديقاً مقرباً لرئيس النقابة الإجرامية جوني توريو التي كانت جماعته تنتج الكحول بشكل غير قانوني وكان تحت حماية الاتحاد الصقلي. وقد كان للنزاع مع عصابة الجانب الشمالي دور أساسي في صعود آل كابوني وسقوطه. قدم توريو تقاعده بعد أن كاد يُقتل من قبل مسلحي الجانب الشمالي، وأعطيت القيادة من بعده إلى آل كابوني. وسع آل كابوني نشاطه في تجارة الخمور من خلال وسائل العنف المتزايدة، وكانت علاقاته الناجحة مع العمدة ويليام هيل ثومبسون وشرطة المدينة حيث تعني أنهُ أصبح في مأمن من تطبيق القانون.
أصبح آل كابوني محط الأنظار، كما تبين من هتافات المتفرجين عندما ظهر في ألعاب الكرة. وقد قدم تبرعات إلى جمعيات خيرية مختلفة واعتبره الكثيرون بأنه «روبن هود العصر الحديث». ومع ذلك، فقد تضررت صورة شيكاغو وكابون بسبب مذبحة يوم القديس فالنتين، التي قتل فيها سبعة من عصابة منافسة في وضح النهار، مما أدى إلى مطالبة عدد من المواطنين المؤثرين من الحكومة والصحف بأن تطلق على آل كابوني عبارة «العدو العام رقم 1».
قررت السلطات الفيدرالية سجن آل كابوني ومحاكمته في عام 1931 بتهمة التهرب الضريبي، التي كانت تعتبر في ذلك الوقت جريمة فيدرالية؛ وكان للأدعاء إستراتيجية جديدة. وخلال القضية التي حظيت بتغطية إعلامية كبيرة، أعلن القاضي الحكم بعد أن اعترف آل كابوني بدخله وضرائبه الغير المدفوعة خلال مفاوضات سابقة (ومجهضة في النهاية) لدفع الضرائب الحكومية التي يمتلكها. وحكم عليه بالسجن مدة 11 عاما في السجن الاتحادي. بعد الإدانة، غير فريق الدفاع لديه بخبراء في قانون الضرائب، وعززت المحكمة العليا أسس الاستئناف بحكم من قبل المحكمة العليا، لكن فشل الاستئناف في النهاية. ظهرت على آل كابوني علامات خرف الزهري العصبي في بداية عقوبته وبدأت عليه علامات الوهن بشكل متزايد قبل إطلاق سراحه بعد ثماني سنوات. في 25 يناير 1947، توفي آل كابوني بسبب سكتة قلبية بعد معاناته من السكتة الدماغية.

## بداية حياته والتعليم

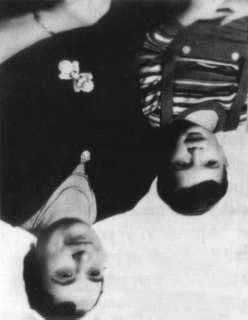
الفونس غابرييل "آل" كابوني مع والدته تيريزا.

ولد آل كابوني في إقليم بروكلين بمدينة نيويورك في 17 يناير 1899. والداه غابرييل كابوني (1865-1920) وتيريزا كابوني (1867–1952) من المهاجرين الإيطاليين. كان والده يعمل حلاقا وكانت والدته تعمل بالخياطة وكلاهما ولدا في بلدة أنغري، في مقاطعة ساليرنو الإيطالية.
كان لدى جابرييل وتيريزا تسعة أطفال، هم:
- فينشينسو (1892 - 1952) وهو الأخ الأكبر وقد غيّر اسمه فيما بعد إلى ريتشارد هارت وأصبح وكيل حظر في منطقة هومر، نبراسكا السكنية.
- ألفونس (1899 - 1947) المعروف بآل كابوني وهو أحد أشهر أفراد العصابات والملقب بـ (سكارفيس).
- رافاييل جيمس (1894 - 1974) المسمى بـ (رالف «زجاجات» كابوني)، لأنه تولى مسؤولية صناعة المشروبات لأخيه.
- سلفاتوري "فرانك" (1895 - 1924).
- إرمينا (1901 - 1902)، توفيت وعمرها سنة واحدة.
- ارمينو «جون» (1903 - 1985).
- ألبرت (1905 - 1980).
- ماثيو (1908 - 1967).
- مافالدا (1912 - 1988) (تزوجت من جون ماريتوتي).

عمل رالف وفرانك في إمبراطورية أخيهم آلفونس الإجرامية. وقد استمر فرانك في ذلك حتى وفاته في 1 أبريل 1924. في وقت مبكر كان رالف يدير شركات لتعبئة الزجاجات (سواء كانت قانونية أو لا)، وكان أحيان يعمل بمثابة الرجل الأمامي لعصابة شيكاغو حتى تم سجنه بتهمة التهرب الضريبي في عام 1932.
هاجرت أسرة كابوني إلى الولايات المتحدة، في بادئ الأمر انتقلت إلى رييكا القريبة من الإمبراطورية النمساوية المجرية في عام 1893. حيث سافروا من تلك المدينة الساحلية على متن سفينة إلى الولايات المتحدة، واستقروا في شارع البحرية 95، في قطاع ساحة البحرية وسط مدينة بروكلين. وقد عملت غابرييل كابوني في صالون حلاقة مجاور في شارع بارك افنيو 29. وعندما كان آل كابوني في سن الحادي عشرة، انتقلت عائلته إلى شارع ميدان غارفيلد 38 في حي بارك سلوب، في بروكلين.
أظهر آل كابوني التزامه واجتهاده كطالب، لكنه واجه مشكلة مع نظام مدرسته الكاثوليكية الصارمة. وانتهت دراسته وهو في سن 14، بعد أن طُرد بسبب ضربه لأحد المعلمات في وجهها. انتقل بعدها للعمل في عدة مجالات في أنحاء بروكلين، منها في متجر للحلوى وصالة للبولنج. وخلال هذا الوقت تأثر آل كابوني برجل العصابات جوني توريو، الذي اعتبره مرشدا له.

## مسيرته
انضم آل كابوني في البداية إلى عصابة صغيرة تضمّ أربعين لصا من الفتية بالإضافة إلى فتيان الشوارع. ثم انضم إلى سفاحي بروكلين، وبعد ذلك انضم إلى عصابة الخمس نقاط القوية التي تقطن مانهاتن الجنوبية. وخلال هذا الوقت تم توظيفه وتوجيهه عن طريق صديقة المبتز فرانكي ييل، كنادل في قاعة في كوني آيلاند للرقص وصالون نزل هارفارد. بينما آل كابوني كان يعمل بوابا لملهى ليلي في بروكلين أهان عن غير قصد امرأة سببت مشاجرة بينه وبين شقيقها فرانك غالوسيو أدت إلى جرح وجهه وسببت علامة دائمة لقب بعدها بـ«سكارفيس» التي كان آل كابوني لا يحبها. كان يخفي الجانب الأيسر من وجهه عندما يتم تصويره، قائلاً إن الإصابات كانت جروح حرب. كان أحد أصدقائه المقربين يطلق عليه لقب «سنوركي»، لأنه حاد الطباع.

### الزواج والعائلة
تزوج آل كابوني من ماي جوزفين كوغلين في 30 ديسمبر 1918 وهو في سن التاسعة عشرة. وقد كانت أيرلندية كاثوليكية، وقد أنجبت ألبرت فرانسيس كابوني الملقب بـ«سوني». كان آل كابوني وقتها دون سن 21، وكان على والديه أن يوافقا خطيا على هذا الزواج. وكانا سعيدين بزواجهما رغم حياته الإجرامية.

### شيكاغو
عندما كان آل كابوني بعمر 20 سنة، غادر نيويورك متجها إلى شيكاغو تلبية لدعوة جوني توريو، الذي كان يستخدمه رئيس الجريمة جيمس "بيج جيم" كولوسيمو كشخص تنفيذي. بدأ آل كابوني عمله في شيكاغو كحارس في بيت للدعارة، حيث أصيب بمرض الزهري. وكان بالإمكان التعافي من هذا المرض لو استخدم علاج السالفارسان في وقت مبكر، لكنه تأخر ولم يسعى لذلك. في عام 1923، اشترى منزلًا صغيرًا في 7244 جنوب برايري أفينيو في حي بارك مانور على الجانب الجنوبي للمدينة مقابل 5,500 دولار أمريكي. وفي السنوات الأولى بدأ اسمه يظهر في صفحات الصحف الرياضية كمتعهد مباريات الملاكمة. وتولى توريو إمبراطورية كولوسيمو الإجرامية بعد مقتل كولوسيمو في 11 مايو 1920، التي كانت شبهات مقتله تدور حول آل كابوني.
تولى توريو رئاسة أكبر مجموعة إجرامية منظمة إيطالية في المدينة، ومن ثم أصبح آل كابوني ذراعه الأيمن. وقد كان حذرا من الانجراف في حروب العصابات وحاول التفاوض على اتفاقيات حول المناطق الموزعة بين الجماعات الإجرامية المنافسة. وكانت أصغر عصابة في الجانب الشمالي بقيادة دين أوبانون [الإنجليزية] الذي يعود إلى عرق مختلط، قد تعرضت لضغوط من «الأخوة غينا» المتحالفين مع توريو. وجد أوبانون أن توريو كان غير مفيد مع زحف من الأخوة غينا في الجانب الشمالي، بالرغم من ادعاءاته بتسوية المنازعات. وفي خطوة مصيرية في أكتوبر 1924، رتب توريو لقتل بانيون في محل زهور له. مما أدى إلى وضع هيمي وايس [الإنجليزية] على رأس العصابة بدعم من فينسنت دروتشي [الإنجليزية] وبغز موران [الإنجليزية]. كان وايس الصديق المقرب من لـ أوبانون، التي جعلت العصابة الشمالية تتوق للانتقام من قاتليه.

### الرئيس

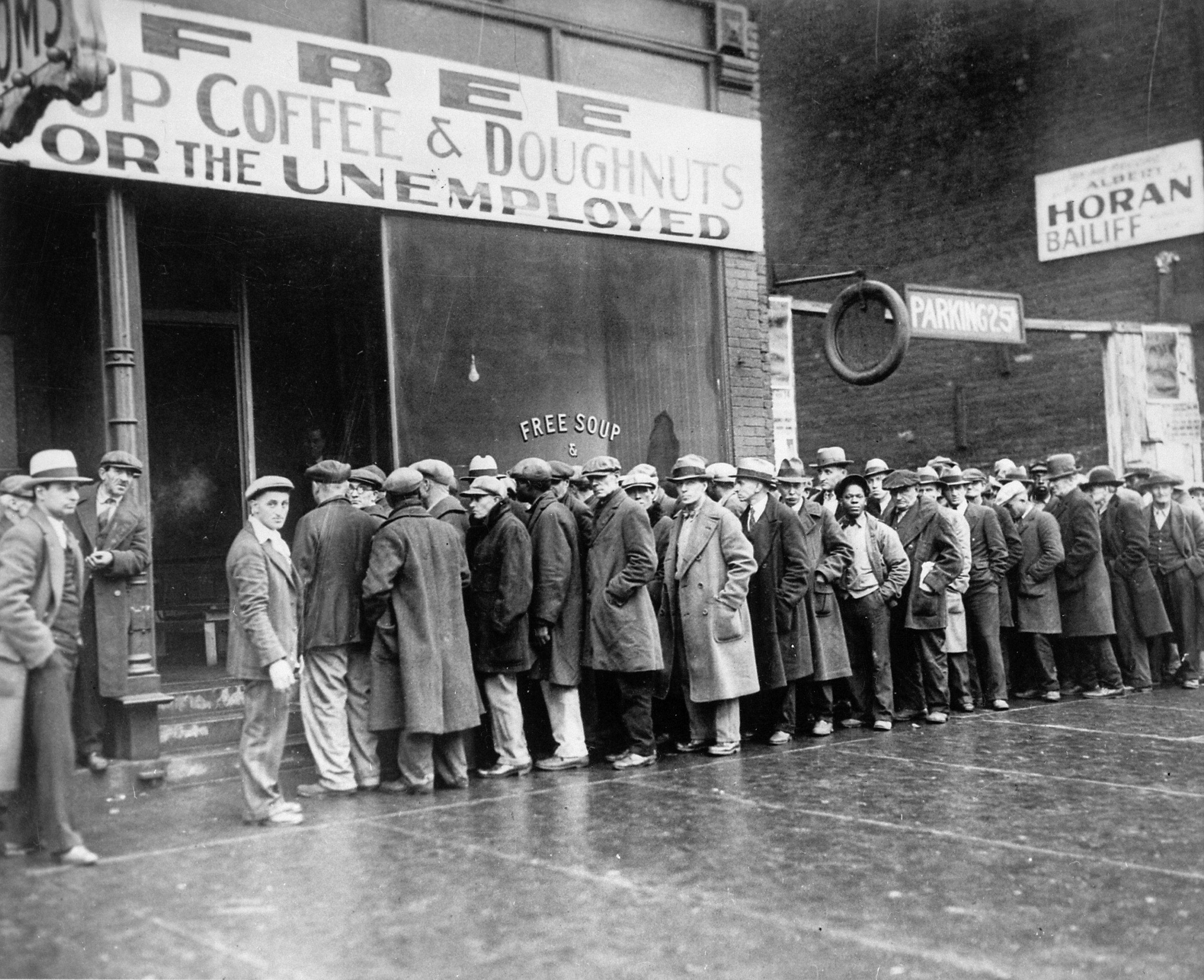
رجال عاطلون عن العمل خارج مطبخ للحساء، قد افتتحه آل كابوني في شيكاغو خلال فترة الكساد في فبراير 1931

في يناير 1925، تعرض آل كابوني لكمين سببت له الهلع لكن دون إصابات. وبعد اثني عشر يوما، عندما كان توريو عائداً من رحلة تسوق تعرض لإطلاق نار كثيف لكنه لم يمت بل أصيب. وبعد أن شفي، استقال بشكل رسمي من المنظمة وسلم قيادتها إلى آل كابوني الذي كان وقتها في عمر 26 سنة، أصبح الرئيس الجديد للمنظمة التي بدأت تعمل في مصانع الجعة غير القانونية وشبكات النقل التي وصلت إلى كندا، مع حماية سياسية وتنفيذ للقانون. وبدوره كان قادراً على استخدام المزيد من العنف لزيادة الإيرادات. فقد كان ينسف المؤسسة التي ترفض شراء المشروبات الكحولية منه بالمتفجرات، وقد وصل عدد القتلى في مثل هذه التفجيرات خلال عقد 1920 إلى 100 شخص. ويرى المنافسون أن آل كابوني هو المسؤول عن انتشار بيوت الدعارة في المدينة.
بدأ آل كابوني يدلل نفسه بلبس البدل الرسمية وتدخين السيجار، وتناول الطعام الفاخر والشراب (كان الشراب المفضل له هو تمبلتون راي من ولاية آيوا)، وكانت برفقته امرأة حسناء. وعرف عنه لبس المجوهرات البراقة الثمينة. كان رده عندما يسأل حول أنشطته: «أنا مجرد رجل أعمال، وإعطي الناس ما يريدون»؛ و، «كل ما أقوم به هو تلبية للطلب العام». أصبح آل كابوني شخصية وطنية شهير وحديث الناس.
أسس نفسه واستقر في مدينة سيسيرو بولاية إلينوي بعد أن استخدم الرشاوي والتهديدات لانتزاع انتخابات المجلس البلدي، مما صعب على عصابات الجانب الشمالي استهدافه. وقد تم العثور على سائقه مقتولا بعد التعذيب، كما أنه كانت هناك محاولة لاغتيال فايس في شيكاغو لوب. في 20 سبتمبر 1926، استخدمت عصابة الجانب الشمالي حيلة خارج مقر آل كابوني في هوثورن إن، تهدف إلى استدراجه إلى النوافذ. ثم فتح مسلحون من سياراتهم النار باستخدام رشاشات طومسون على نوافذ المطعم في الطابق الأول. ولكن آل كابوني لم يصب بأذى، وحاول أن يطلب هدنة لكن المفاوضات فشلت. بعد ثلاثة أسابيع، قُتل فايس خارج مقر متجر أوبرايون السابق لعصابة الجانب الشمالي. وتم اختطاف مالك مطعم هوثرون الذي كان صديقًا لكابوني وقتله على يد موران ودروتشي في يناير 1927.
أصبح كابوني أكثر حذرا ورغب في الابتعاد عن شيكاغو. اتجه هو وحاشيته إلى محطة قطار شيكاغو وحجزوا جميع مقطورات بولمان للنوم للقطار الليلي المتجه إلى كليفلاند، وأوماها، ومدينة كانساس، وليتل روك، أو إلى الينابيع الساخنة، حيث كانوا يقضون أسبوعا في أجنحة فندقية فاخرة تحت أسماء مستعارة. في عام 1928، دفع آل كابوني 40 ألف دولار إلى صانع الجعة «أوغست بوش» مقابل 14 غرفة في منطقة 93 بالم أفنيو في جزيرة النخلة، في فلوريدا عند خليج بيسكين بين ميامي وميامي بيتش. ولم يسجل أي ممتلكات باسمه. وأيضا لم يكن لديه حساب مصرفي، بل كان يستخدم ويسترن يونيون للتسليم النقدي بما لا يزيد عن 1000 دولار. وكان يحاول أن يحسن من صورته، برعاية لمطبخ للحساء في شيكاغو خلال فترة الكساد.

### التحالفات السياسية
كانت الانتخابات البلدية في شيكاغو معروفة بفساد إدارتها، حتى أنها كانت تذكر في الصحف الصفراء المتداولة. وكان مروجي الخمور يحتاجون إلى حماية من داخل البلدية وقد كانت هذه أحد أسباب الفساد لما تقدمه من عنف ورشاوي في الانتخابات. وكان لآل كابوني الفضل في تحقيق فوز الجمهوري وليام هيل تومبسون في الانتخابات البلدية، وخاصة في انتخابات عام 1927، حينها قام تومبسون بحملة لجعل المدينة مفتوحة على مصراعيها، ولمح بأنه سيعيد فتح الصالونات غير الشرعية، وقد ساعد هذا على كسب دعم آل كابوني لحملته. ويقال أنه تلقى تبرع من العصابات قدره 250,000 دولار. عندما فاز تومسون على وليام ايميت ديفير في انتخابات البلدية عام 1927، كان الهامش بينهما ضئيلا نسبيًا. كانت آلة تومسون السياسية القوية في مقاطعة كوك أحد أسباب الجذب للمجتمع الإيطالي، لكن هذا سبب تتوتراً مع منافسيهم الأميركان ذوي الأصول الأفريقية.
استمر آل كابوني في دعم تومبسون. وكان أحد أفراد آل كابوني جيمس بيلكاسترو الملقب بـ«المفجر» يحرس مراكز الاقتراع في الردهة التي كان فيها معارضوا تومبسون، وفي يوم الاقتراع في 10 أبريل 1928، في ما يسمى انتخابات قنبلة الأناناس، قتل ما لا يقل عن 15 شخصا. اتهم فيها بيلكاسترو بقتل المحامي أوكتافيوس جرانادي الأمريكي من أصل أفريقي الذي تحدى مرشح تومسون من أجل التصويت للأمريكان الأفارقة، حيث تمت ملاحقته يوم الاقتراع في الشوارع من قبل سيارات المسلحين قبل أن يغتالونه. وكان من ضمن المتهمين مع بيلكاسترو أربعة من رجال الشرطة، لكن تم إسقاط جميع التهم عنهم بعد أن تراجع الشهود الأساسيين عن أقوالهم. في عام 1931 تم إقرار قانون محلي ضد منظمة آل كابوني عندما أصيب بيلكاسترو في إطلاق نار. وأوضحت الشرطة على الصحفيين المتشككين أن بيلكاسترو كان يعمل بشكل مستقل.
فيما بعد أدت مذبحة يوم القديس فالنتين عام 1929 إلى استياء عام لتحالف تومبسون مع آل كابوني وكان عاملاً في فوز انطون سيرماك في انتخابات البلدية في 6 أبريل 1931.

### مذبحة يوم القديس فالنتين
قام آل كابوني بترتيب أسوء مذابح العصابات في هذا القرن، مذبحة يوم القديس فالنتين 1929، في محاولة للقضاء على رئيس عصابة الجانب الشمالي بغز موران [الإنجليزية]. وقد كان موران آخر الناجين من مسلحي الجانب الشمالي؛ وقد كانت خلافته قد انتهت بسبب مقتل أسلافه فينسنت دروتشي وهيمي وايس في أعمال العنف التي أعقبت مقتل الزعيم الأصلي دين أوبانون.
على الرغم من أن التفاصيل عن مقتل سبعة من الضحايا في مرآب لتصليح السيارات في 2122 شارع كلارك الشمالية (ثم شركة نقل الإدارة السليمة للمواد الكيميائية) متنازع عليها على نطاق واسع، ولم يقدم أحد إلى المحاكمة عن الجريمة. وكانت المجزرة التي تم تنفيذها محاولة للرد على عصابة باجس موران بالجانب الشمالي، التي انتشرت أكثر فأكثر في اختطاف جريئة للجماعة شاحنات الخمر واغتيال الرئيسين الذين تحت إدراة اتحاد سيسيليان، وثلاث محاولات اغتيال على واحد من أكبر مساعدي كابوني، جاك ماكجرن  لرصد عادات وتحركات الأهداف استأجر رجال كابوني شقة عبر مستودع الشاحنات والذي كان بمثابة مقر موران. صباح يوم الخميس 14 فبراير 1929، بإشارة من كابوني بدأ رجال المراقبة المسلحين والمتنكرين في زي الشرطة الغارة. وبأمر من رجال الشرطة المزيفين اصطف الضحايا السبعة على طول جدار من دون صراع وأشار إلى المتواطئين بالمدافع الرشاشة. وقتل الضحايا السبعة في إطلاق النار بالرشاشات والمسدسات وأُصيب كل منهم بخمس عشرة إلى عشرين أو أكثر من الرصاص. هزت صور المجزرة العالم وإلحاق الضرر البالغ للرأي العام في كابوني، مما دفع قوة تنفيذ القانون الفيدرالية لزيادة التركيز على التحقيق في أنشطته.

## النشاط في سيسرو، إلينوي
بعد انتخابات 1923 لإصلاح العمدة وليام إميت ديفير، بدأت حكومة مدينة شيكاغو الضغط على عناصر العصابات في داخل حدود المدينة. لجعل مقرها خارج الحدود القانونية للمدينة، وخلق منطقة آمنة لعملياتها، شق تنظيم كابوني طريقه إلى سيسرو، إلينوي. وأدى ذلك إلى واحدة من أعظم انتصارات كابوني: الاستيلاء على حكومة مدينة سيسرو في عام 1924. عصابة سيسرو ميلس اودونل وشقيقه وليام «كلونديك» أودونل اشتبكوا مع كابوني على حدود أراضيهم. الحرب أسفرت عن مقتل أكثر من 200، بما في ذلك فضيحة «شنق المدعي العام» بيل مكسوينجنس. أما انتخابات مجلس البلدية بسيسرو عام 1924 عرفت بأنها واحدة من أكثر الانتخابات الملتوية في التاريخ الطويل لمنطقة شيكاغو، حيث تهديد الناخبين في مراكز الاقتراع من قبل البلطجية. فاز مرشح كابوني للعمدة بفارق كبير ولكن بعد أسابيع قليلة أعلن أنه سيطرد كابوني خارج المدينة. اجتمع كابوني مع العمدة دميته وطرحه أرضا شخصيا وبخطوات قوية تأكيدا لسلطة العصابات وانتصارا كبيرا لتحالف توريو- كابوني. بالنسبة لكابوني، هذا الحدث شوه بوفاة شقيقه فرانك على أيدي الشرطة. كما كانت تجري العادة بين أفراد العصابات، أشار كابوني للحداد بحضوره الجنازة بدون حلاقة، وبكى علنا أمام الحشد. كما أمر بإغلاق جميع الحانات في سيسرو ليوم واحد كدليل على احترام. وكذلك أخمد الكثير من عائلة كابوني جذوره في سيسرو. في عام 1930، تزوجت شقيقة كابوني مافلدا بجون جيه ماريتوت وتم الزيجة في شارع ماري من شيستوشوا، صرح ضخم شاهق من العمارة القوطية الجديدة فوق جادة سيسرو في ما يسمى طراز الكاتدرائية البولندية.

## نمو ثروة كابوني وسلطته في سيسرو
الإصابات الخطيرة في عام 1925 من محاولة الاغتيال من قِبل عصابات الجانب الشمالي، أدت إلى اهتزاز توريو الذي سلم شركته لكابوني، وعاد إلى إيطاليا. واشتهر كابوني خلال عصر الحظر بالسيطرة على أجزاء كبيرة من عالم الرذيلة في شيكاغو، والتي قدمت إلى سلاح الفرسان ما يقدر ب 100 مليون دولار في السنة من الدخل القومي. وقد جمع هذه الثروة من خلال جميع المؤسسات غير القانونية، مثل القمار والبغاء، وإن كانت أكبر تجارة رابحة هي بيع الخمور. في تلك الأيام اعتاد كابوني «مقابلة» البغايا الجدد لناديه بنفسه. استقبلت شبكة النقل الطلب والتي تنقل الخمور المهربة من تجار الخمور من الساحل الشرقي ومن عصابة بيربل في ديترويت ومن الإنتاج المحلي في شكل عمليات صناعة الويسكي غير الشرعية وصناعة الجعة غير القانونية في وسط الغرب. مع الأموال الناتجة عن عمليات الغش، ازدادت قوة قبضة كابوني السياسية ومؤسسات تنفيذ القانون في شيكاغو. في خلال هذه الفساد المنظم، والذي شمل رشوة عمدة شيكاغو وليام "بيل الكبير" هيل طومسون، كانت عصابة كابوني تعمل بصورة كبيرة دون مسائلة قانونية، كانت تدير الكازينوهات والحانات في جميع أنحاء شيكاغو. كما سمحت الثروة لكابوني بالانخراط في نمط الحياة الفاخر من لبس البدل الفاخرة، والسيجار، وتذوق الطعام والشراب (وكان الخمر المفضل له هو تيمبلتون راي من ولاية آيوا)، والمجوهرات، ومرافقة النساء. وقال إنه حصل على اهتمام وسائل الاعلام، وكانت الردود المفضلة لديه هو «أنا مجرد رجل أعمال، أعطى الناس ما يريدون» و«كل ما أفعله هو تلبية احتياجات الجمهور.» وأصبح كابوني من المشاهير. كان كابوني في العشرين من العمر وهو في ريعان شبابه فعل كل هذه الجرائم البشعة الغش والتجارة في الأسلحة والخمور والقتل والمخدرات والسرقة.

## غوغاء الحروب

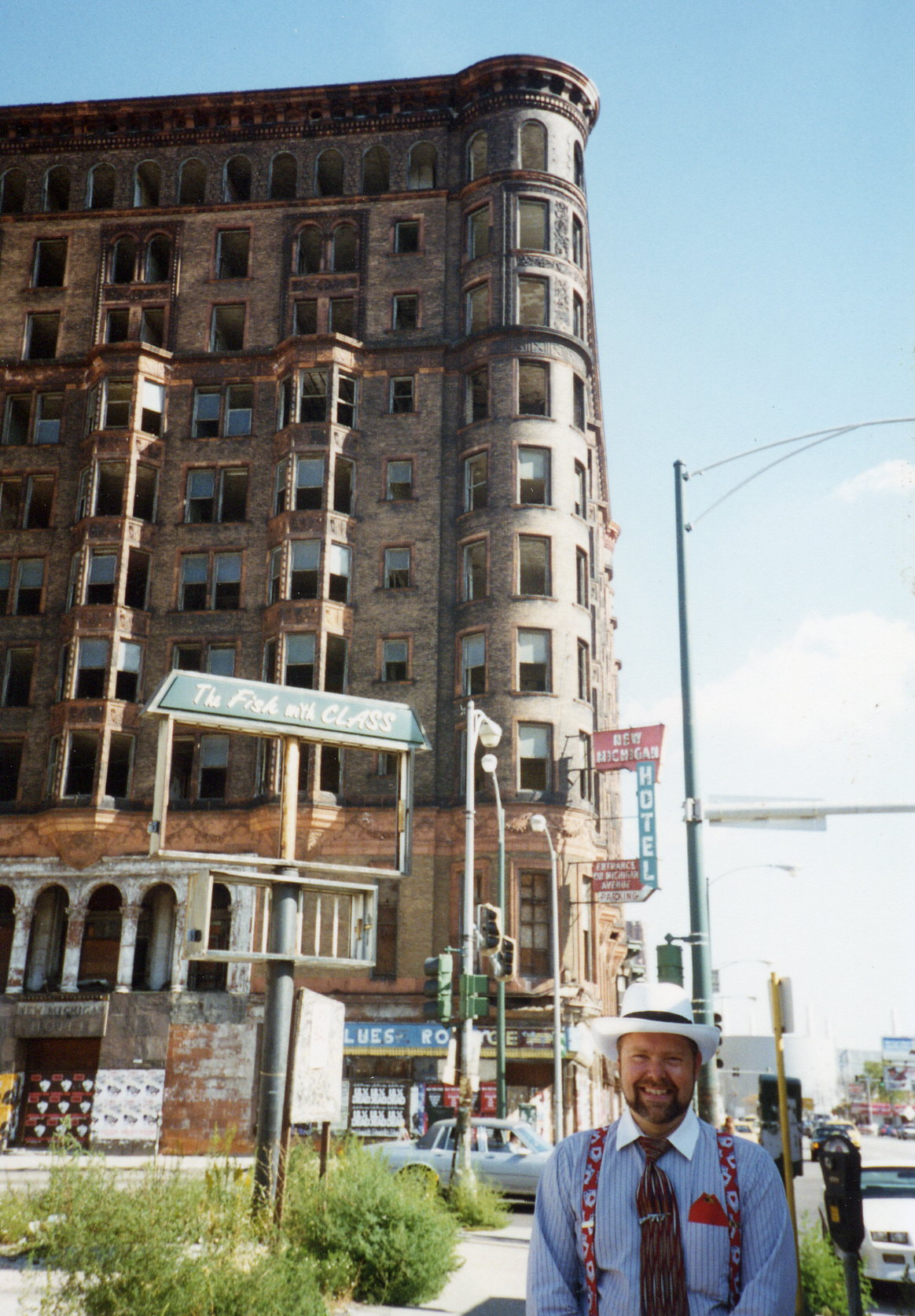
فندق يكسنجتون شيكاغو. مقر كابوني. المعروفة باسم قلعة كابوني. صور في أوائل 1990، وهدم في عام 1995.

أدت أعمال العنف إلى نجاح كابوني بشكل لم يسبق له مثيل على المستوى الجنائي مما أثار حنق منافسي كابوني، وحفزت على الانتقام، لا سيما من قِبل عدويه اللدودين، عصابة الجانب الشمالي هايم فايس وبجس موران. ومزقت سيارة كابوني أكثر من مرة بالرصاص وخصوصا في حادث الأعصاب الذي وقع في 20 سبتمبر 1926، حيث أطلقت عصابة الجهة الشمالية النار على محيط كابوني وهو يتناول طعام الغداء في مطعم فندق هاوثورن. موكب من عشر سيارات مستخدمين بنادق ورشاشات طومسون أمطر السطح الخارجي للفندق والمطعم في الطابق الأول من المبنى بوابل من الرصاص. الحارس الشخصى لكابوني (فرانكي ريو) ألقى به على الأرض مع أول صوت إطلاق النار وارتمى فوق «الزميل الكبير»، حيث كان المقر مليئ بثقوب رصاص. العديد من المارة أصيبوا بجروح من الزجاج المتطاير وشظايا الرصاص من الهجوم، بينهم طفل ووالدته والتي كان من الممكن أن تفقد بصرها لولا أن دفع كابوني الكثير من الدولارات للحصول على أعلى رعاية طبية. وهذا الحدث دفع كابوني للدعوة إلى هدنة. وأسقطت المفاوضات. ودفعت هذه الهجمات كابوني لتزويد سيارته الكاديلاك بدروع، وزجاج مضاد للرصاص، والإطارات الهوائية وصفارة إنذار الخاصة بالشرطة. كل محاولة لاغتياله (من موران، والذي يكاد يكون من المؤكد أنه شارك في معظم محاولات الاغتيال) جعلته يهتز بشكل متزايد. وقامت وزراة الخزانة بالاستيلاء على هذه السيارة في عام 1932 وبعد ذلك استخدمت كسيارة ليموزين للرئيس فرانكلين روزفلت. وضع كابوني حراسا شخصيين مسلحين على مدار الساعة في مقر إقامته في فندق يكسنجتون، في شارع 22(سمي لاحقا طريق سيرماك)، وشارع ميشيغن. بالنسبة لرحلاته خارج شيكاغو، اشتهر كابوني بأن له العديد من الملاجئ والمخابئ في بروكفيلد، ويسكونسن؛ سانت بول، مينيسوتا؛ أويان، نيويورك؛ لايك الفرنسية، بالإضافة إلى تير هوت؛ إنديانا؛ دوبوك، آيوا؛ جاكسونفيل، فلوريدا؛ الينابيع الساخنة، وأركنساس؛ جونسون سيتي، تينيسي؛ جراند هافن؛ ولاية ميتشجان؛ وانزينغ، ميشيغان. ولمزيد من الحيطة، كابوني والوفد المرافق له عادة ما تظهر فجأة في إحدى محطات القطار بشيكاغو وشراء تذاكر عربة نوم كاملة على حافة القطار الليلي في القطارات المتجه إلى أماكن مثل كليفلاند أوماها، كانساس سيتي وليتل روك/الينابيع الساخنة في أركنساس، حيث أنهم سيقضون أسبوعا في فندق فخم الأجنحة بأسماء مستعارة بمعرفة وتواطؤ من السلطات المحلية. في عام 1928، اشترى كابوني 14 غرفة ملجأ على جزيرة بالم، فلوريدا بالقرب من شاطئ ميامي.

## الإدانة والسجن
في عام 1929، بدأ مكتب وكيل الحظر اليوت نيس تحقيقا ناجحا لكابوني ومعاملاته. وإغلاق العديد من الحانات ومصانع الجعة التي يملكها كابوني، وأسقط نيس إمبراطوريته ببطء. وحفاظاً على نفسه، قام كابوني بترتيبات ليسجن نفسه في زنزانة مريحة في سجن ولاية فيلادلفيا الشرقية لمدة تسعة أشهر إعتباراً من أغسطس 1929. عند عودته إلى شيكاغو، سرعان ما وجد نفسه في ورطة قانونية والتي أزالت سلطته بفاعلية. في عام 1931 اتهم كابوني بالتهرب من دفع ضريبة الدخل والعديد من الانتهاكات لقانون فولستد. وبمواجهة أدلة دامغة، قدم محاميه نداء إلى عقد اتفاق، ولكن القاضي الذي ترأس الجلسة حذّر من أنه لن يتم اتباع توصية النيابة، ولذلك سحب كابوني الإقرار بالذنب. وفي محاولة لرشوة وترهيب المحلفين المحتملين، اكتشف رجال نيس خطته. وتم تبديل رئيس هيئة المحلفين بواحد من قضية أخرى، وكان كابوني في وضع حرج. بعد محاكمة طويلة، أدين ببعض تهم التهرب من دفع ضريبة الدخل (وأسقطت انتهاكات قانون فولستد). وحكم عليه القاضي بأحد عشر عاما عقوبة مع الغرامات الباهظة، وقدمت له امتيازات لممتلكاته المختلفة، ورفض استئنافه. في مايو 1932، تم إرسال كابوني إلى سجن أتلانتا الأمريكي، وهو سجن فيدرالي صعب، لكنه تمكن من الحصول على امتيازات خاصة. ثم تم نقله إلى الكاتراز حيث إجراءات أمنية مشددة لا هوادة فيها وللتأكد من أن كابوني ليس على اتصال مع العالم الخارجي. عزلته عن رفاقه وإلغاء الحظر في كانون الثاني / يناير 1933، أدت إلى تقلص سلطته باندفاع. وبالرغم من أنه تكيف نسبيا مع البيئة الجديدة، إلا أن وضعه الصحي تدهور حيث تدهور الزهرى الذي أصيب به في شبابه. وكانت المضادات الحيوية لعلاج هذا المرض (أي البنسلين) موجودة، ولكن استخدامها في علاج الزهرة لم يكن معروفا بعد. وقضى السنة الأخيرة من مدة العقوبة في مستشفى السجن، مضطرب ومشوش. أنهى كابوني فترة عقوبته في الكاتراز يوم 6 يناير 1939، وتم نقله إلى المؤسسات الإصلاحية الفيدرالية في محطة الجزيرة في ولاية كاليفورنيا، لخدمة بلده لمدة عام واحد عقوبة الجنحة. وأفرج عنه إفراجا مشروطا يوم 16 نوفمبر 1939، وأمضى وقتا قصيرا في المستشفى، ثم عاد إلى منزله في جزيرة بالم، ولاية فلوريدا.

## التدهور الصحي والموت
تراجعت سيطرة كابوني واهتماماته بالجريمة المنظمة بسرعة بعد سجنه، حيث أنه لم يعد قادراً على إدارة العصابة بعد الإفراج عنه. وقد فقد الوزن، وتدهورت صحته البدنية والعقلية في ظل آثار الزهري العصبي. وعادة ما يهذى عن الشيوعيين، والأجانب، وجورج موران، والذي كان على قناعة أنه لا يزال يتآمر لقتله من سجنه بولاية أوهايو. يوم 21 يناير 1947، أصيب كابوني بسكتة دماغية. ثم استعاد وعيه، وبدأت في التحسن ولكن تعقد بالالتهاب الرئوي في 24 يناير. وتعرض لأزمة قلبية مميتة في اليوم التالي. دُفن كابوني في مقبرة جبل أوليفت، في أقصى جنوب شيكاغو بين قبور والده، غابرييل، وشقيقه فرانك. ثم في آذار / مارس 1950، انتقل الثلاثة أفراد الباقيين من جميع أفراد الأسرة إلى مقبرة جبل الكرمل في سفح التل، إلينوي، غرب شيكاغو.

## في الثقافة الشعبية
واحداً من أعتى رجال العصابات الأمريكية من القرن العشرين، كان كابوني موضوع العديد من المقالات والكتب والأفلام. استخدمت شخصية كابوني وطابعه الخاص في الخيال بوصفها نموذجا للوردات الجريمة والعقول المدبرة للجريمة منذ وفاته. وتم بناء الصورة النمطية للشقي الذي يرتدي بدلة زرقاء المقلمة بخطوط رفيعة والقبعة المائلة على صور كابوني. وتم استخدام لكنته، وسلوكياته، وملامح وجهه، وأحيانا تكوينه البدني، والمحاكاة الساخرة لإسمه في العديد من أفراد العصابات في الكوميديا، والسينما، والأدب.

### الكوميديا
- في تينتين في أمريكا  ، يجسد الصبي المراسل تينتين كابوني ولكن بسبب خطأ أحد رجال الشرطة، هرب كابوني. آل كابوني هي الشخصية الحقيقية الوحيدة في الحياة التي ذكرت في أي كتاب تينتين. * يعد كابوني واليوت نيس كشخصية مدعمة للشخصيات في الحلقات الكوميدية الفرنسية البلجيكية سامى كتبه راؤول كوفين. * في سلسلة المانجا آكلة الروح، يعد آل كابوني رئيس الغوغاء الذين يقومون بالتهام النفوس البشرية. حيث قتل في وقت لاحق من قبل حارس خاص يحمي ساحرة شابة. * في سلسلة المانجا ون بيس
- ، كابتن القراصنة، يستخدم البيج لعصابة كابوني دلالة على آل كابوني. * في الإصدار الأول من الحلقات القصيرة خلود الطفل لعام 1980، آل كابوني هي واحدة من الشخصيات التاريخية التي استدعاتها الشخصية الرئيسية لمساعدته في معركته.

### الأفلام
- صوّر كابوني على الشاشة من قِبل نيكولاس كوكينس، والاس بيري، بول موني، باري سوليفان، رود ستايغر، نيفيل براند، جيسون روبرتس، اريك روبرتس، بن جازارا، روبرت دي نيرو، ويليام ديفان، تيتوس ويلفر، مايكل انطوني كوستوديو، إنتوني لابلاجيا، ويليام فورسيذي. في فيلم 1932 سكارفيس، تم تصوير كابوني بصورة خيالية باسم "انطونيو (توني) سيمونت" (والذي لعب دوره بول موني). كما كان كابوني شخصية مساندة في الطريق إلى الجحيم، استنادا إلى الرواية الحية التي كان فيها أيضا كابوني أيضا شخصية مساندة في ليلة في المتحف : معركة سميثسونيان، والذي لعب دوره جون برينثال، تم إنتاج فيلم بعنوان آل كابوني في 2020 بطولة توم هاردي يتكلم الفيلم عن معاناة كابوني في آخر أيامه من المرض الذي لحقه طوال حياته.

### الأدب
- في رواية ماريو بوزو 1969، العراب، قام كابوني بدور صغير في تصوير الغوغاء بشكل خيالي عن حرب العصابات 1933. في الواقع، كان كابوني في السجن عام 1933. *ورد كابوني هي واردة في رواية كينكى فريدمان أغنية الحب جيه إدغار هوفر. * في رواية كيم نيومان ويوجين بيرن العودة في أكاديمية الرياضة الأمريكية، كابوني رئيس الجامعة ورئيس لجنة التاريخ البديل للولايات المتحدة الاشتراكية الأمريكية، بوصفه مناظراً لجوزيف ستالين. جيمي هوفا وفرانك نيتي حل محل فياتشيسلاف مولوتوف ولافرينتي بيريا. وفي الآونة الأخيرة أيضا، وكتاب تاريخ الخيال كتبه جينيفر شولدينكو والذي يدعى آل كابوني يقوم بعمل قمصاني.
- في ثلاثية ليلة فجر  بيتر هاملتون، كابوني يعود من الموت، ويبني الإمبراطورية الجديدة التي تدعى المنظمة.

### الموسيقى
- نسخ آل كابوني أغنية حب تدعى مادونا ميا  أثناء وجوده في السجن. في أيار / مايو 2009، سجل أداءه الفني للأغنية للمرة الأولى في التاريخ.
- حقق الأمير باستر أعلى 20 نجاح في المملكة المتحدة في العام 1967 مع «كابوني».
- وذكر آل كابوني في الأغنية «ليلة ماتت شيكاغو» الفرقة البريطانية باستخدام شريط ورقى للفرقة البريطانية، والتي تصف بصورة خيالية معركة بين عصابة آل كابوني، وشيكاغو.
- في عام 1990، أصدرت الفرقة الصربية ربلجا كوربا ألبوم كوزا نوسترا ، والذي يحتوي على أغنية «آل كابوني»، والتي تشير إلى العصابات.
- في أغنية فرقة الملكة  ستون كولد كريزي  ادعى فريدي ميركوري أنه «كنت أحلم أنني آل كابوني». *أغنية «شباب آل كابوني» لفريق بانك جزء من ألبوم رانسيد «رانسيد 2000»

### الألعاب
- في بلاي ستيشن2 لعبة من ألعاب الأدوار التعاقبية قلوب الظل : من العالم الجديد، لا بد من إنقاذ كابوني من الكاتراز بواسطة لحزب عندما تم إرسال قاتل لقتله. أصبح حقا مدانا لهذا الحزب، وقام بمساعدته في عدد من المناسبات.